# Элибаал
Элибаал (финик. Eli-ba‘al) — царь Библа во второй половине X века до н. э.

## Биография
Элибаал известен только из надписи, сделанной по его повелению на статуе египетского фараона Осоркона I. В ней Элибаал упоминается как правитель Библа и сын царя Йехимилка. Предполагается, что он властвовал над Библом во второй половине X века до н. э. В качестве более точных приводятся разные даты от 930 до 920 года до н. э. включительно. Предшественником Элибаала на престоле был его старший брат Абибаал, а преемником — его сын Шипитбаал I.
Вероятно, присутствие во второй половине X века до н. э. в Библе статуй фараонов Шешонка I и Осоркона I должно свидетельствовать о подчинении Элибаала и его предшественника на престоле верховной власти правителей Египта. Однако, вероятно, вскоре после смерти Осоркона I зависимость библских царей от власти фараонов была ликвидирована. В дальнейшем правители Библа в отношениях с египетскими властителями выступали как независимые владетели.